# Dasyhesma
Dasyhesma is een geslacht van vliesvleugelige insecten uit de familie Colletidae.

## Soorten
- D. abnormis (Rayment, 1935)
- D. albula Exley, 2004
- D. areola Exley, 2004
- D. argentea Exley, 2004
- D. aurea Exley, 2004
- D. baeckea Exley, 2004
- D. boharti Exley, 2004
- D. brevipalpa Exley, 2004
- D. clypeata Exley, 2004
- D. coolgardensis Exley, 2004
- D. depressa Exley, 2004
- D. dilata Exley, 2004
- D. forrestii Exley, 2004
- D. galbina Exley, 2004
- D. lepidophyllae Exley, 2004
- D. muelleriana Exley, 2004
- D. robusta Michener, 1965
- D. scholtziae Exley, 2004
- D. simulata Exley, 2004
- D. spicata Exley, 2004
- D. syntoma Exley, 2004